# (466272) 2013 NC9
(466272) 2013 NC9 es un asteroide perteneciente al cinturón de asteroides, descubierto el 9 de diciembre de 2004 por el equipo Spacewatch desde el Observatorio Nacional de Kitt Peak (Arizona, Estados Unidos).